# The Lives of a Bengal Lancer
The Lives of a Bengal Lancer (en Argentina, Tres lanceros de Bengala; en España, Tres lanceros bengalíes) es una película estadounidense de 1935 dirigida por Henry Hathaway y con Gary Cooper, Franchot Tone, Richard Cromwell, C. Aubrey Smith, Guy Standing y Kathleen Burke como actores principales. 
La película fue ganadora del premio Óscar a los mejores asistentes de dirección (Clem Beauchamp y Paul Wing).

## Sinopsis
La película cuenta las aventuras por las que pasan tres compañeros de armas del 41.er Regimiento de Lanceros de Bengala estacionado en la frontera noroeste de la India británica. Uno de ellos es el hijo del comandante del regimiento, lo que complicará alguna de las situaciones. Luchan contra las fuerzas rebeldes de Mohamed Khan.

## Producción
Paramount originalmente quiso producir el film en 1931 y rodar en la India. Al final hubo que rodarla mucho más cerca, en las colinas que rodean Los Ángeles, y nativos americanos hicieron de extras.
Para la batalla final se construyó un enorme decorado en el Iverson Movie Ranch, como la fortaleza del villano Mohammed Khan.

## Premios y nominaciones
National Board of Review
| Año  | Reconocimiento              | Resultado |
| ---- | --------------------------- | --------- |
| 1935 | Diez mejores filmes del año | Incluida  |